# Phreatoasellus kawamurai
Phreatoasellus kawamurai là một loài chân đều trong họ Asellidae. Loài này được Tattersall miêu tả khoa học năm 1921.